# دریای کرانه‌ای

Marginal seas as defined by the International Maritime Organization

دریای کرانه‌ای یا دریای حاشیه‌ای (به انگلیسی: Marginal sea)، بخشی از یک اقیانوس است که تا حدی توسط جزیره‌ها، مجمع‌الجزایرها یا شبه‌جزیره‌ها، در مجاورت با گستردگی اقیانوس باز در میان گرفته‌شده و در سطح باز یا محدود به پشته میانی اقیانوس زیردریایی در کف دریا گردیده‌است.

## دریاهای کرانه‌ای جهان

### دریاهای کرانه‌ای اقیانوس اطلس
- دریای آرژانتین
- دریای کانتابریا
- دریای کارائیب[۱]
- کانال مانش؛ (به انگلیسی: کانال انگلیسی)
- خلیج مکزیک
- خلیج هادسون[۲]
- دریای ایرلند؛ جزیره ایرلند این دریا را از اقیانوس جدا ساخته‌است،[۱]
- دریای Iroise
- دریای لابرادور
- دریای مدیترانه[۱]
- دریای شمال؛ توسط جزایر بریتانیا، (انگلستان و اسکاتلند)[۱]
- دریای نروژ؛ توسط ایسلند جزایر فارو و شتلند و دریای گرینلند
- دریای اسکوشیا؛ توسط جزایر فالکلند و جزایر جورجیای جنوبی و ساندویچ جنوبی

### دریاهای کرانه‌ای اقیانوس هند
- دریای آندامان؛ جزایر آندامان و جزایر نیکوبار این دریا را از اقیانوس جدا کرده‌اند.
- دریای عرب
- خلیج بنگال
- دریای جاوه؛ جزایر سوندای بزرگ این دریا را از اقیانوس جدا کرده‌اند.
- خلیج فارس[۱]
- دریای سرخ[۱]
- دریای زنگ؛ (یک مکان تاریخی در سواحل جنوب شرقی آفریقا و از جمله جزایر جزایر ماسکارین)

### دریاهای کرانه‌ای دریای مدیترانه
- دریای آدریاتیک
- دریای اژه
- دریای آلبوران
- دریای بالئار
- دریای سیاه[۱]
- دریای کرت
- دریای یونان یا دریای ایونی
- دریای لیگوریا
- دریای میرتو
- دریای ساردینیا
- تنگه سیسیل
- دریای تراکیه
- دریای تیرنی

### دریای کرانه‌ای دریای سیاه
- دریای آزوف

### دریاهای کرانه‌ای اقیانوس آرام
- دریای برینگ این دریا توسط جزایر الیوشن از اقیانوس جدا شده.
- دریای سلب[۱]
- دریای مرجان این دریا توسط جزایر سلیمان و وانواتو از اقیانوس جدا شده.[۱]
- دریای چین شرقی این دریا توسط جزایر ریوکیو از اقیانوس جدا شده.
- دریای فیلیپین این دریا توسط جزایر اوگاساوارا و جزایر ماریانا و پالائو از اقیانوس جدا شده.
- دریای سیلیش این دریا توسط جزیره ونکوور از اقیانوس جدا شده.
- دریای شیلوئه این دریا توسط جزیره شیلوئه شیلی از اقیانوس جدا شده.
- دریای ژاپن (در کره بنام دریای شرق شناخته می‌شود) توسط شبه‌جزیره کره و مجمع‌الجزایر ژاپن از اقیانوس جدا شده.[۱]
- دریای اختسک توسط جزایر کوریل و شبه‌جزیره کامچاتکا از اقیانوس جدا شده.
- دریای جنوبی چین این دریا توسط فیلیپیناز اقیانوس جدا شده.[۱]
- دریای سولو[۱]
- دریای تاسمان این دریا میان استرالیا و نیوزیلند قرار گرفته‌است.
- دریای زرد این دریا توسط شبه‌جزیره کره از اقیانوس جدا شده.[۲]

### دریاهای کرانه‌ای اقیانوس منجمد جنوبی
- دریای اسکوشیا

دریای کارائیب از دیدگاه اقیانوس‌شناسی گاهی یک دریای کرانه‌ای و گاهی هم یک دریای مدیترانه (اقیانوس شناسی) به حساب آمده‌است.